# Henningsleben
Henningsleben ist ein Ortsteil von Bad Langensalza im Unstrut-Hainich-Kreis in Thüringen.

## Geografische Lage
Henningsleben liegt etwa 4 Kilometer südlich von Bad Langensalza (Marktkirche), 15 Kilometer nördlich von Gotha (Altstadt) und etwa 29 km (Luftlinie) nordwestlich der Landeshauptstadt Erfurt. Der Ort liegt mit dem benachbarten Grumbach im östlichen Abdachungsgebiet der Großen Harth an einem tief eingeschnittenen Bach, der aus zwei in der Grumbacher Flur entspringenden Quellen gespeist wird und östlich Henningslebens durch den Abfluss des Katzenborns verstärkt wird. Der jetzt Herzbach genannte Bach fließt im Tal ostwärts nach Illeben. Südlich von Nägelstedt mündet der Bach in die Tonna, 550 Meter vor deren Mündung in die Unstrut. Höchste Erhebung in der Nähe des Ortes ist nördlich liegende „Rote Berg“.
Am östlichen Rand der Ortslage verläuft die B 247 zwischen Gotha und Bad Langensalza. Der befestigte Feldweg Illeber Weg führt von der B 247 geradewegs nach Nordosten ins etwa 3 Kilometer entfernte Illeben. Von gleicher Stelle führt die L 2125 (früher K 103) als dörfliche Hauptstraße durch die Ortslage, um sie einerseits nach Süden in Richtung Wiegleben zu verlassen, andererseits, jetzt wieder als K 103 und als Sackstraße, nach Grumbach zu führen.

## Geschichte

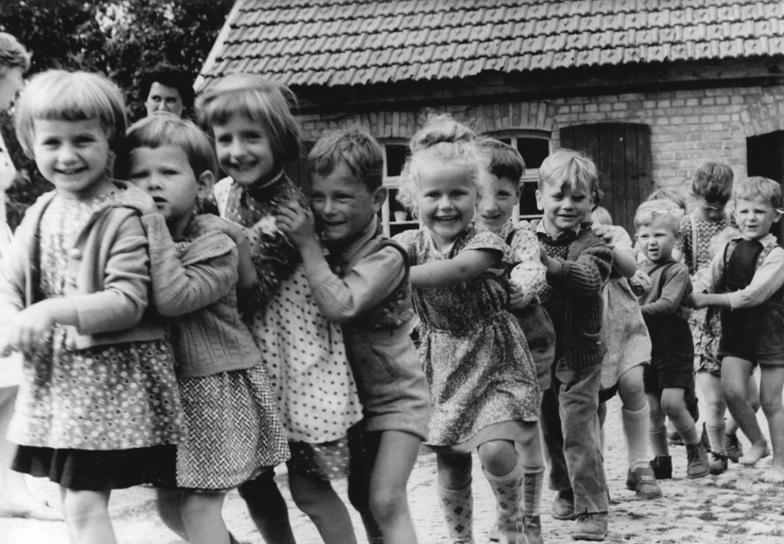
Kinder von Henningsleben im Oktober 1961, während die Eltern Erntearbeiten verrichten

Grumbach und Henningsleben auf einer Karte von 1801

1211 wurde der Ort als Hennigsleuben zum ersten Mal erwähnt und sollte seinen Namen einige Male ändern. Von 1378 bis 1506 nannte man den Ort Henningisloiben, bis man endgültig zu Henningsleben gelangte. In der Schlacht bei Langensalza gegen die Preußen im Jahre 1866 spielte Henningsleben eine bedeutende Rolle. Der Ort gehörte bis 1815 zum kursächsischen Amt Langensalza und nach seiner Abtretung an Preußen von 1816 bis 1944 zum Landkreis Langensalza in der Provinz Sachsen. Bis 1945 lebte in Henningsleben die Gutsherrenfamilie Richter, deren Gutshaus 1947 abgerissen und das gewonnene Material zur Erbauung von Siedlungshäusern für die Vertriebenen verwendet wurde. 1952 wurde in Henningsleben die zweite Landwirtschaftliche Produktionsgenossenschaft der damaligen DDR (nach der in Merxleben) gegründet.

## Einwohnerzahl
2023 hatte Henningsleben 234 Einwohner. Wie viele andere in Thüringen, ist auch dieser Ort von Geburtendefizit und Abwanderungen betroffen.

## Ortsteilbürgermeister
Der Ortsteilbürgermeister von Henningsleben ist Mario Rehm.

## Kultur und Sehenswürdigkeiten

### Bauwerke
- Seit 1730 steht die St.-Mariä-Kirche im Ort.

### Vereine
- Fußballverein „FSV 90 Henningsleben“
- Freiwillige Feuerwehr mit 25 Mitgliedern
- Kirmesgesellschaft Henningsleben

## Industrie und Handwerk
In der Anlage zur Gewinnung von Biodiesel aus Raps werden jährlich 10.000 t Rapskuchen und 5000 t Biodiesel hergestellt. Weiterhin sind in Henningsleben zwei Handwerksbetriebe sowie ein Landschaftspflegebetrieb ansässig.

## Persönlichkeiten

### Söhne und Töchter des Ortes
- Hugo Hartung (1885–1963), Musiklehrer und Chorleiter

### Personen, die mit dem Ort in Verbindung stehen
- Georg Friedrich von Berlepsch (1727–1799), Domdechant, Konsistorialpräsident und Rittergutsbesitzer, Erbherr auf Henningsleben